# Maurice Halbwachs
Maurice Halbwachs (Reims, 11 marzo 1877 – Buchenwald, 16 marzo 1945) è stato un filosofo e sociologo francese, conosciuto soprattutto per la sua teoria sulla memoria collettiva.

## Biografia
Maurice Halbwachs nasce a Reims l'11 marzo del 1877. Nel 1879 la famiglia si trasferisce a Parigi, dove il padre, professore di tedesco, ha ottenuto un incarico.
A Parigi Halbwachs frequenta il liceo Henri IV e l'École Normale Supérieure, avendo come professore di filosofia in entrambi gli istituti Henri Bergson, la cui influenza si esercita sul giovane Maurice per un periodo piuttosto lungo, dal 1894 al 1901.
Nel 1904 è in Germania, all'Università di Gottinga, dove ha modo di sviluppare un interesse per Leibniz, a cui sarà dedicata una monografia, Leibniz, nel 1907.
Avvicinatosi all'ambiente socialista in Francia, conosce nel 1905 François Simiand, che gli presenta Émile Durkheim, altro fondamentale riferimento per lo sviluppo del pensiero di Halbwachs. Sono questi gli anni in cui collabora a L'Année sociologique.
Nel 1909 è nuovamente in Germania, stavolta a Berlino, per studiare Marx e l'economia politica.
Tornato a Parigi, intraprende la stesura delle proprie tesi di laurea, quella in diritto del 1909, Les expropriations et les prix des terrains à Paris (1880-1900), e quella in lettere del 1913, La classe ouvrière et les niveaux de vie. Recherches sur la hiérarchie des besoins dans les sociétés industrielles contemporaines, entrambe profondamente influenzate dagli studi sociologici ed economico-politici.
Dal 1922 al 1935, a seguito dell'esperienza della prima guerra mondiale trascorsa lavorando al Ministero della Guerra, è professore all'Università di Strasburgo. Qui frequenta Charles Blondel ma soprattutto  Marc Bloch e Lucien Febvre, fondatori del giornale Annales d’histoire économique et sociale per il quale Halbwachs sara' membro dell'editorial board. 
In questi anni, fortemente segnato dall'esperienza della ricostruzione successiva alla Grande Guerra, inizia a delineare i tratti salienti della teoria sulla memoria collettiva, che rielabora in uno scritto del 1925, I quadri sociali della memoria, in cui fa i conti con il pensiero del maestro Bergson.
Nel 1935 ottiene una cattedra di sociologia alla Sorbona e lavora a stretto contatto con Marcel Mauss, insieme allo stesso Halbwachs prosecutore della scuola durkheimiana. Nel 1938 pubblica Morphologie sociale.
Nel 1941 è la volta di La topografia leggendaria dei Vangeli in Terrasanta. Studio di memoria collettiva. Nell'estate del 1944 viene arrestato dalla Gestapo, solo pochi mesi dopo l'assassinio dei suoceri Victor ed Hélène Basch per mano dei tedeschi e la nomina a professore del Collège de France.
Deportato a Buchenwald, si ammala di dissenteria e il 16 marzo 1945 muore tra le braccia dell'allievo Jorge Semprún, che gli dedica alcune pagine del suo libro "Male e modernità", edito in Italia da Passigli Editori.
Nel 1949 esce, postuma, una raccolta di scritti incentrati sul problema della memoria, La memoria collettiva, mentre al 1972 si data la raccolta di articoli, pubblicati tra il 1905 e il 1947, che compongono Classes sociales et morphologie.